# (7529) Vagnozzi
(7529) Vagnozzi – planetoida z pasa głównego asteroid okrążająca Słońce w ciągu 3 lat i 313 dni w średniej odległości 2,46 j.a. Została odkryta 16 stycznia 1994 roku w Colleverde di Guidonia. Nazwa planetoidy pochodzi od Antonio Vagnozziego, włoskiego astronoma, odkrywcy 43 planetoid. Przed nadaniem nazwy planetoida nosiła oznaczenie tymczasowe (7529) 1994 BC.